# 위대한 비행
"위대한 비행"(The Great Flight)은 한국에서 제작된 진재운 감독의 2012년 다큐멘터리 영화이다.

## 기타
- 특수촬영: 박성우
- 특수촬영: 정진화